# Смолњицка Хута
Смолњицка Хута (слч. Smolnícka Huta) насељено је мјесто са административним статусом сеоске општине (слч. obec) у округу Гелњица, у Кошичком крају, Словачка Република.

## Становништво
| Година:    | 1994. | 2004. | 2014.   | 2024.   |
| ---------- | ----- | ----- | ------- | ------- |
| Број људи: | 475   | 494   | 475     | 470     |
| Разлика:   |       | +4 %  | -3,84 % | -1,05 % |

| Година:    | 2023. | 2024.   |
| ---------- | ----- | ------- |
| Број људи: | 478   | 470     |
| Разлика:   |       | -1,67 % |

Према подацима о броју становника из 2011. године насеље је имало 461 становника.